# Trận Shiloh
Trận Shiloh, hay còn gọi là Trận Pittsburg Landing, là một trận đánh quan trọng diễn ra tại tây nam Tennessee thuộc Mặt trận miền Tây của Nội chiến Hoa Kỳ trong hai ngày 6 và 7 tháng 4 năm 1862. Binh đoàn sông Tennessee của Liên bang miền Bắc do thiếu tướng Ulysses S. Grant chỉ huy đã hành quân dọc theo sông Tennessee để tiến vào lãnh thổ bang Tennessee và đóng trại tại Pittsburg Landing trên bờ tây con sông, tại đó họ bị quân đội miền Nam dưới quyền các tướng Albert Sidney Johnston và P. G. T. Beauregard tấn công bất ngờ. Quân miền Nam khá thành công trong ngày đầu, nhưng bị đánh bại trong ngày thứ hai của cuộc chiến. Được xem là trận đánh đẫm máu nhất trong lịch sử Bắc Mỹ cho đến khi ấy cũng như trên Mặt trận miền Tây của cuộc chiến, chiến thắng Shiloh đã khiến cho Binh đoàn sông Tennessee trở thành một trong những đoàn quân hùng mạnh nhất của cuộc chiến. Đại thắng của ông đã thể hiện sự quyết đoán và bản lĩnh kiên cường của ông hơn hết mọi tướng lĩnh khác của Liên bang miền Bắc.
Mục đích cuộc công kích của miền Nam là đánh dồn lực lượng phòng thủ miền Bắc từ bờ sông đến vùng đầm lầy Owl Creek ở phía tây, với hy vọng phá tan quân của Grant trước khi Binh đoàn Ohio của tướng Don Carlos Buell đến tiếp ứng. Thế nhưng khi giao tranh trở nên ác liệt, trận tuyến quân miền Nam trở nên rối loạn, và quân của Grant thay vì bị đẩy về phía tây thì đã lui về phía Pittsburg Landing theo hướng đông bắc. Nhờ có một vị trí phòng ngự nằm trên con đường trũng nhỏ có biệt danh là "Hornet's Nest" (tổ ong bắp cày) do các sư đoàn của chuẩn tướng Benjamin M. Prentiss và W. H. L. Wallace trấn giữ đã giúp tranh thủ được một khoảng thời gian vô cùng quý báu cho quân miền Bắc ổn định trở lại dưới sự bảo vệ của nhiều khẩu đội pháo binh. Tướng Johnston bị bắn chết trong ngày hôm đó, và đến tối thì phó chỉ huy Beauregard đã quyết định ngừng cuộc tấn công vào vị trí cuối cùng của miền Bắc. Trong cuộc giao chiến, có những ba con ngựa chiến của tướng William T. Sherman (miền Bắc) bị hạ sát. Dù thiệt hại nặng nề, quân miền Bắc đã giữ được trận tuyến. Đến đêm thì quân đội của Buell và của chính Grant đã kéo đến tiếp ứng. Sáng ngày hôm sau, tình thế đảo ngược khi các tướng chỉ huy miền Bắc hạ lệnh đồng loạt phản công dọc theo toàn bộ chiến tuyến. Trước sức phản công mạnh mẽ của quân miền Bắc, quân miền Nam bị đánh bật. Quân miền Nam đã buộc phải bỏ chạy trong trận đánh đẫm máu nhất lịch sử Hoa Kỳ tính cho đến thời điểm đó, chấm dứt luôn hy vọng chặn đứng cuộc tiến công của miền Bắc vào miền Bắc bang Mississippi. Quân đội miền Nam triệt thoái về Corinth, quân đội miền Bắc cũng làm chủ miền Tây bang Tennessee. Quân miền Bắc đã giành được ưu thế tuyệt đối trên Mặt trận miền Tây, do đó chiến thắng Shiloh đã đem lại ý nghĩa to lớn về cả mặt chiến thuật lẫn chiến lược. Thậm chí thắng lợi này cùng với sự trỗi dậy của Grant còn được xem là lúc thế trận bắt đầu xoay chuyển với lợi thế nghiêng về phe Liên bang trong cuộc chiến. Về mặt thiệt hại, trong khi con số tử sĩ của hai bên gần như ngang ngửa nhau, trong khi tỷ lệ tổn thất của quân miền Bắc nhẹ hơn của quân miền Nam.
Grant đã đề cao những người lính can trường đã mang lại đại thắng cho ông trong một trong những trận chiến lớn và nổi tiếng nhất của cuộc chiến tranh Nam-Bắc tại nước Mỹ Trận Shiloh đã góp phần chứng tỏ sự kinh hoàng của cuộc nội chiến. Tổng thống Abraham Lincoln coi đại thắng Shiloh của Grant có tầm quan trọng trên toàn quốc. Nhiều báo chí ca ngợi Grant như một vị anh hùng thắng trận cũng như là một vị tướng giỏi. Tuy nhiên, nghe tin tướng Grant sơ hở để mất hơn 13.000 binh sĩ, chính quyền miền Bắc muốn cách chức ông. Nhưng Lincoln tin tưởng vào tài nghệ chỉ huy của Grant và tiếp tục cho ông chỉ huy quân đội. Thực chất, quá trình của chiến thắng Shiloh cho thấy ông là người đã chuyển bại thành thắng cho quân đội miền Bắc. Trong bối cảnh lịch sử khi đó, Liên bang không có trận thắng nào lớn cỡ Shiloh, do đó Grant đã dần dần giữ vững danh tiếng của mình và trở thành vị tướng vinh quang nhất của quân đội miền Bắc trong suốt cuộc nội chiến. Và rõ ràng, quân miền Bắc đã giáng cho đối phương một đòn tiêu hao chí mạng. Tờ Republican tại Springfield đã khen ngợi giá trị to lớn của thắng lợi này đối với Mặt trận miền Tây trong chiến tranh. Thực chất, trận Shiloh đã khiến cho Grant định hình đường lối chiến tranh của mình là tiêu diệt Liên minh. Ngoài ra, trận Shiloh cũng thắt chặt quan hệ giữa Tướng Grant và Sherman - người đã đóng góp không nhỏ cho thắng lợi của phe miền Bắc tại đây.

## Bối cảnh và lực lượng tham chiến
Sau khi mất đồn Henry và đồn Donelson vào tháng 2 năm 1862, Đại tướng miền Nam là Albert Sidney Johnston đã rút quân về phía Tây Tennessee, hướng Bắc Mississippi, và Alabama để chỉnh đốn quân ngũ. Đầu tháng 3 năm đó, Thiếu tướng miền Bắc Henry W. Halleck, người chỉ Phân bộ quân Missouri khi ấy, đã đáp trả bằng việc ra lệnh cho Grant xua Binh đoàn Tây Tennessee (sau được biết đến với cái tên nổi tiếng hơn là Binh đoàn sông Tennessee) tấn công cho đến sông Tennessee. Sau đó, Halleck hạ lệnh cho Grant ở lại đồn Henry và trao quyền chỉ huy cuộc viễn chinh cho một thuộc cấp là C.F. Smith (mới được phong hàm Thiếu tướng). Nhiều tác giả khẳng định Halleck ra quyết định này là do sự đố kỵ của ông đối với Grant. Tuy nhiên, không lâu sau đó Halleck đã hoàn lại toàn bộ quyền chỉ huy cho Grant, có lẽ là theo một yêu cầu của Tổng thống Abraham Lincoln. Đầu tháng 4 năm 1862, Grant có 5 sư đoàn tại Pittsburg Landing, Tennessee, và một sư đoàn khác gần đó. Trong khi ấy, lực lượng dưới quyền Halleck được mở rộng và đổi tên thành Phân bộ quân Mississippi. Giờ đây, Halleck đã có thể chỉ huy Buell và Binh đoàn Ohio của ông này, và ông ra lệnh cho Buell hội quân với Grant. Buell liền tổ chức một cuộc hành quân với phần lớn binh đoàn của ông từ Nashville về Pittsburg Landing. Halleck đã dự kiến trực tiếp điều hành chiến trận và dẫn đầu cả hai binh đoàn trong một cuộc nam tiến về Đường ray xe lửa Memphis & Charleston, một tuyến đường tiếp tế quan trọng giữa thung lũng sông Mississippi, Memphis, và Richmond.

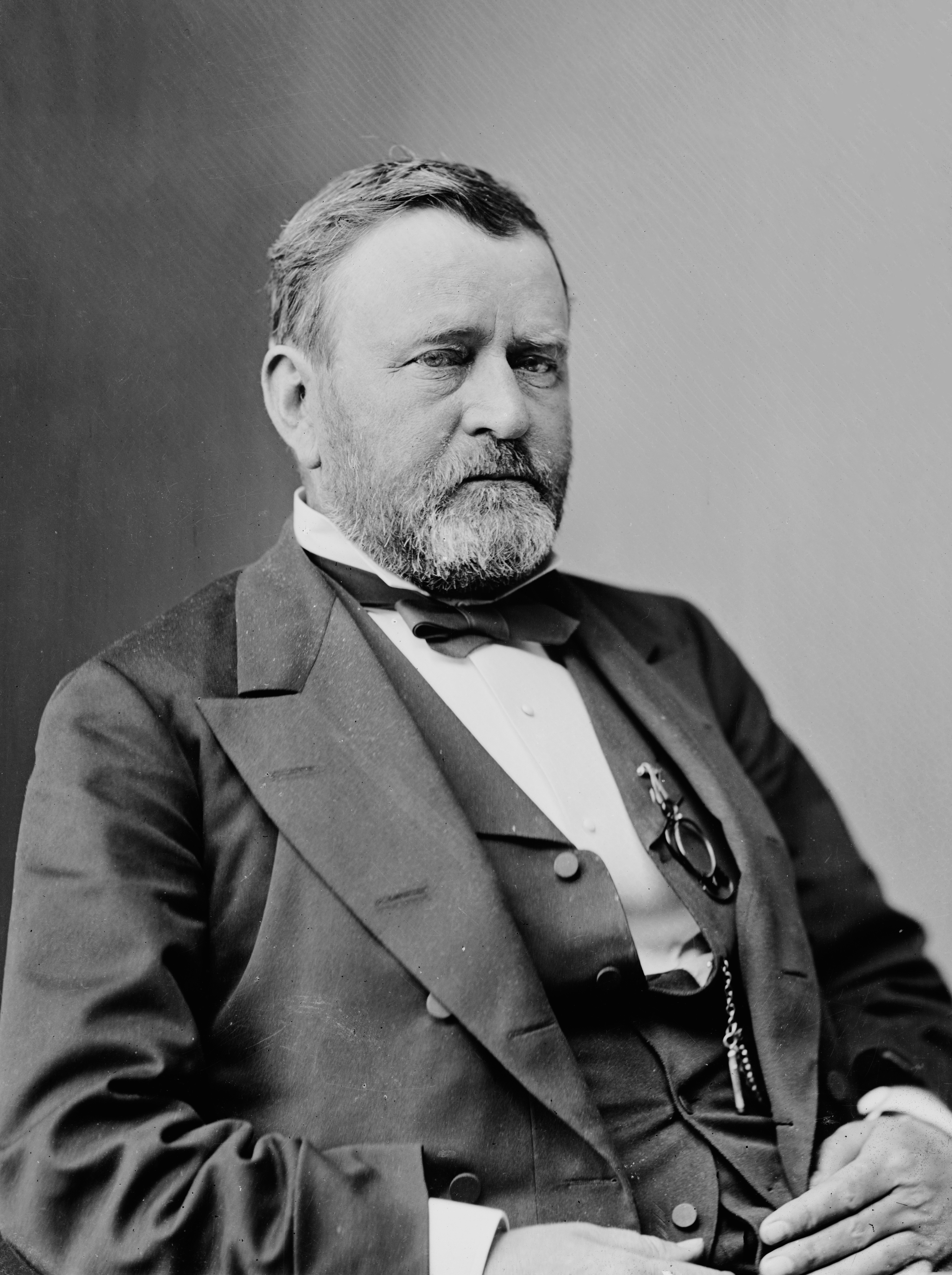
Ulysses S. Grant
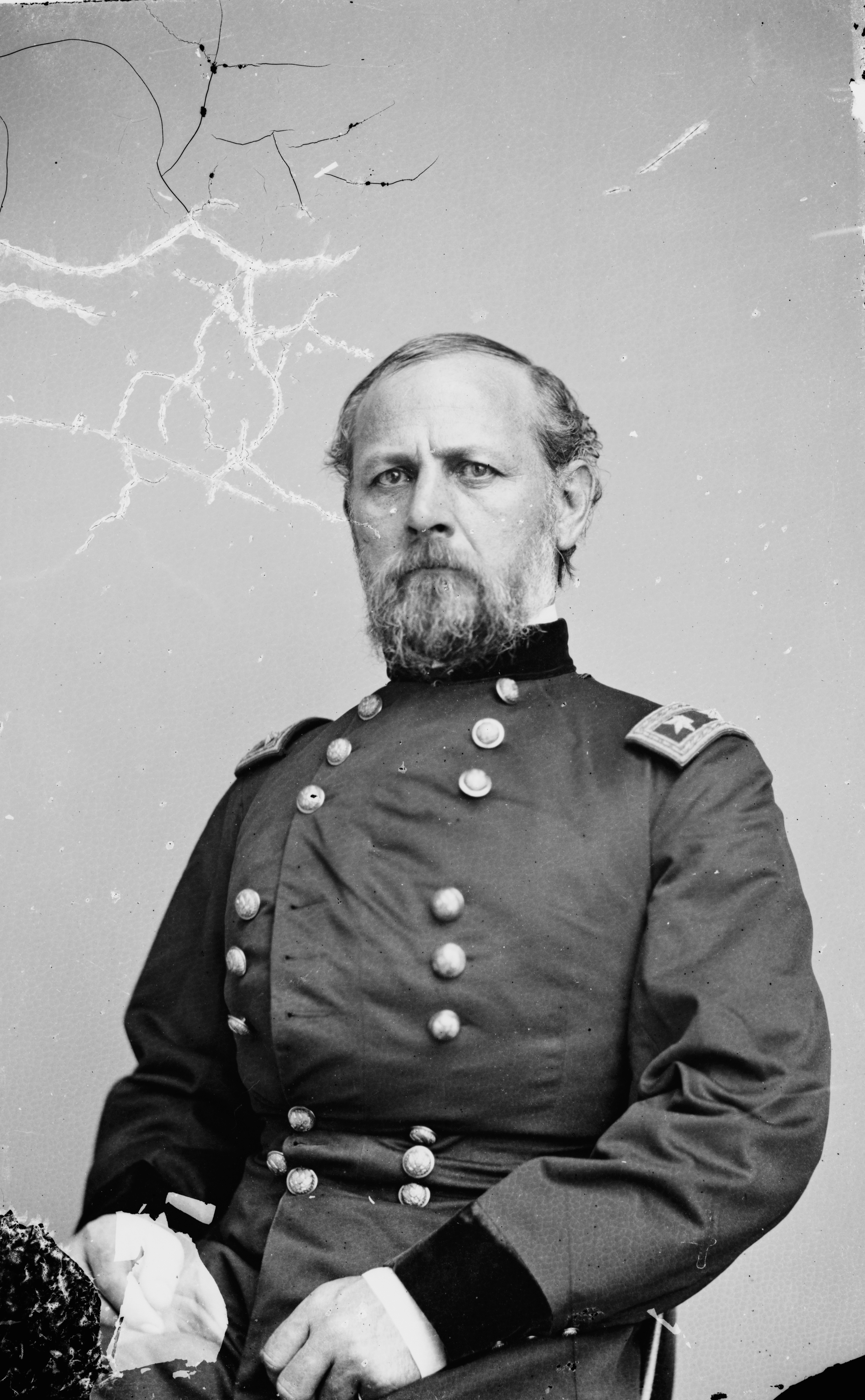
Don Carlos Buell
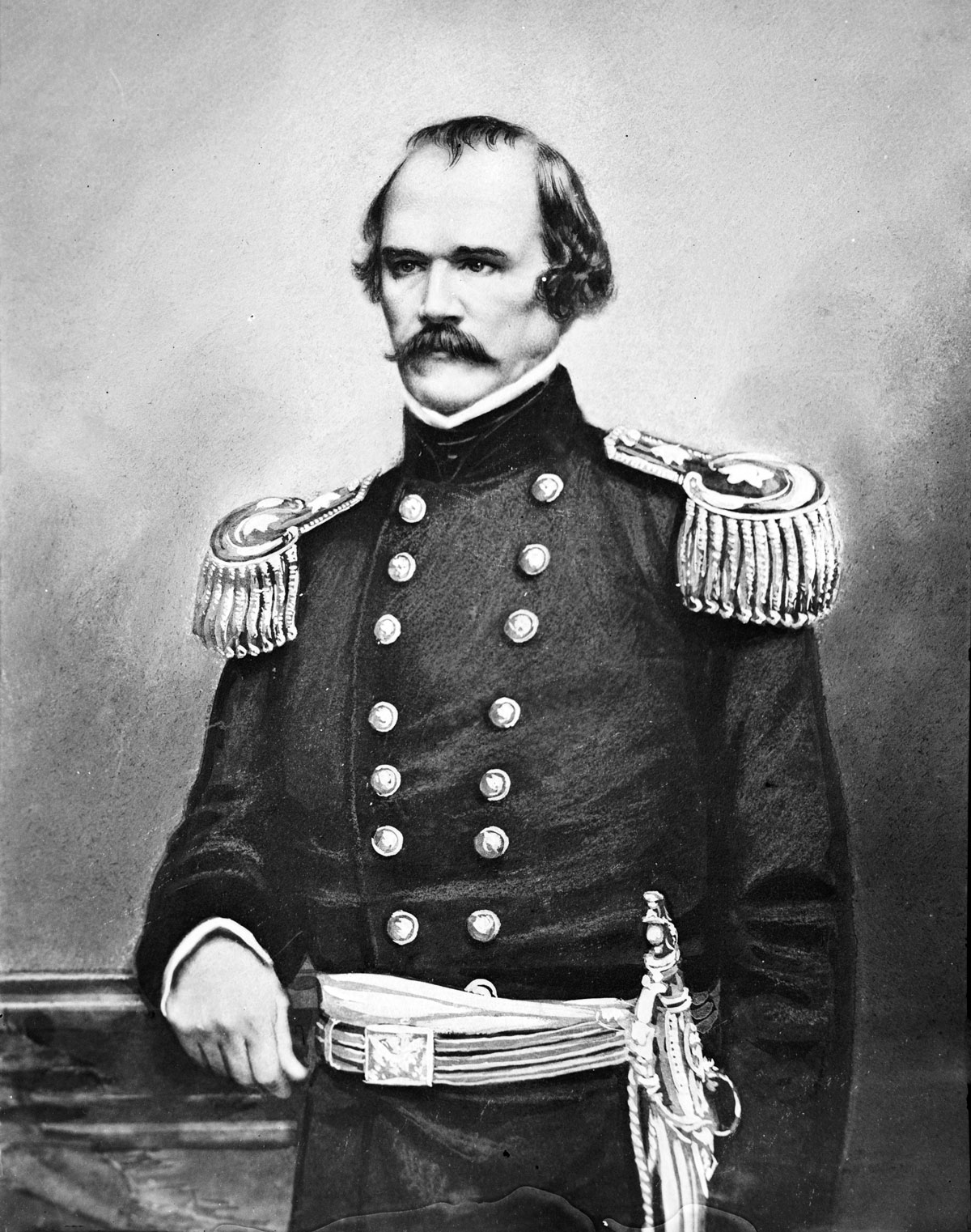
Albert Sidney Johnston
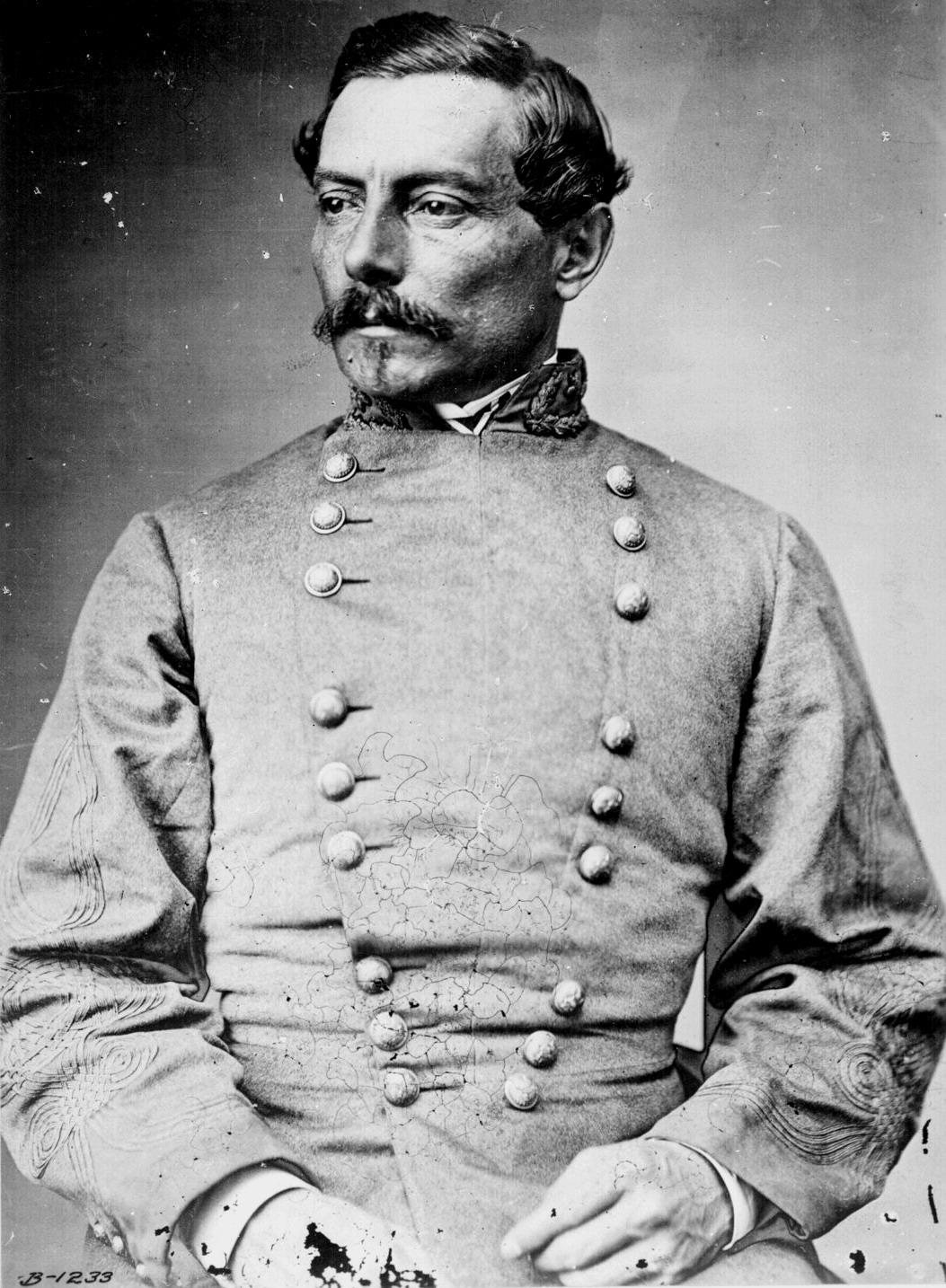
P.G.T. Beauregard